# ديڤي

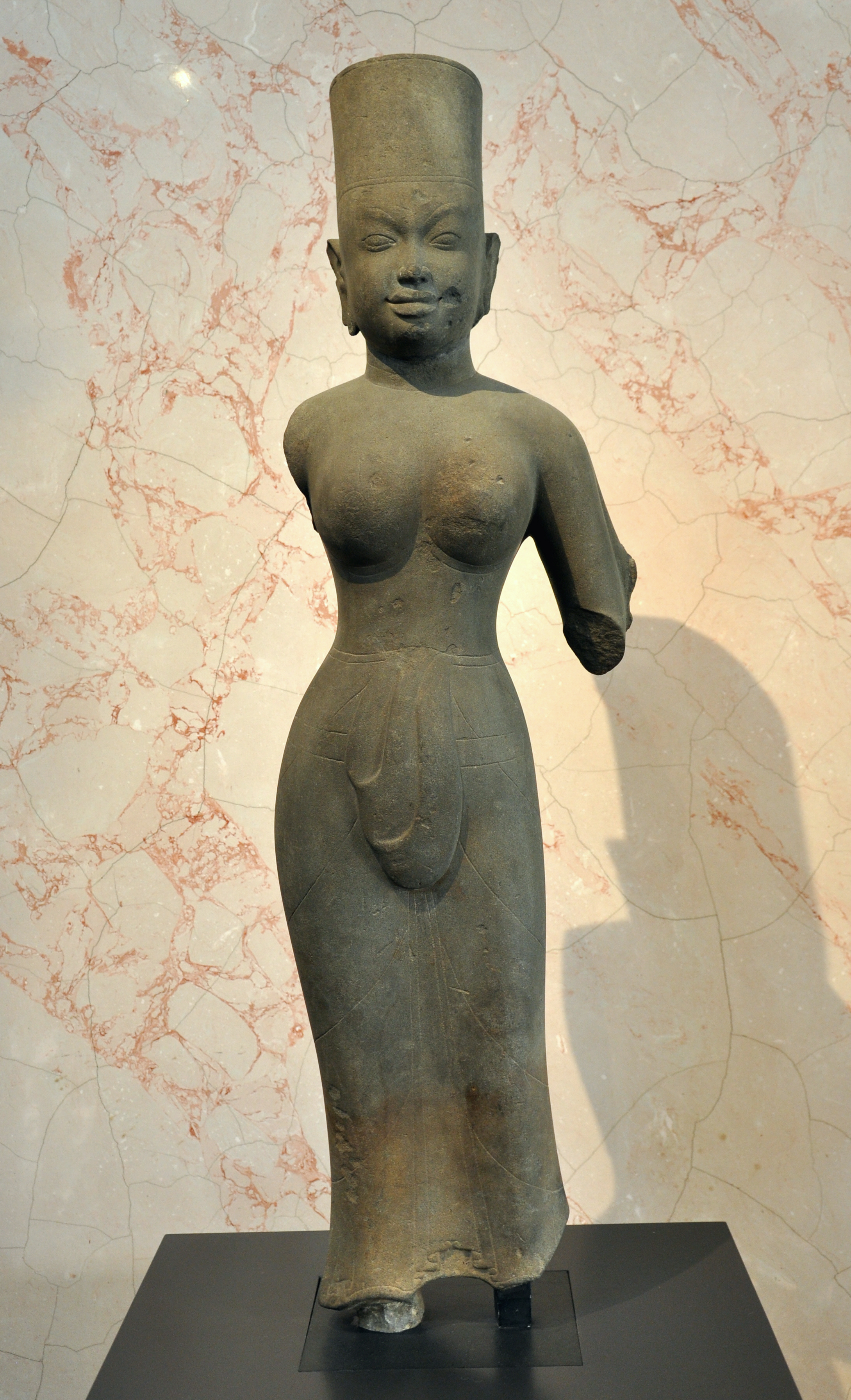

دَيْوِيِ देवी تعني بالسنسكريتية الإلهة نفس معنى شاكتي الجانب الأنثوي للألوهية في الهندوسية التي تؤمن أنه بدون الجانب الأنثوي تبقى الآلهة المذكرة عاجزة. عبادة الإلهات المؤنثة تدخل في صميم الهندوسية. دَيْوِيِ هي كل إلهة هندوسية. وهي التجسد الأنثوي للرب الأعلى.

## انظر ايضًا
- تريسيراس